# New Forest
El  New Forest  (en català "Bosc Nou") és una zona al sud d'Anglaterra que inclou grans extensions de pastures, bruguerars i boscs antics, que es troben a l'àrea altament poblada del sud-est d'Anglaterra. L'hàbitat que forma el New Forest cobreix el sud-oest de Hampshire i part del sud de Wiltshire. La porció que comprèn el Parc Nacional de New Forest està situat a Hampshire, encara que també hi ha alguna part de territori a Wiltshire. Addicionalment el districte de New Forest és una subdivisió de Hampshire que abasta la majoria del bosc, i algunes zones veïnes.
Hi ha diverses petites poblacions disperses a la zona.
El punt més elevat del New Forest és Piper's Wait, a l'oest de Bramshaw. El seu cim es troba a 125 metres sobre el nivell del mar.

## Història
Com a gran part d'Anglaterra, el New Forest era una zona en origen boscosa, però parts van ser buidades per conrear des de l'Edat de Pedra a l'edat del bronze. No obstant això, la baixa qualitat del sòl del nou bosc significava que les zones buidades es tornaven terres "ermes" de bruguerars.

## Curiositat
Es diu que els  ponnies  del  new Forest , són descendents dels que es van salvar dels vaixells enfonsats en la  batalla del Solent  amb l'armada invencible.

## Galeria de fotos

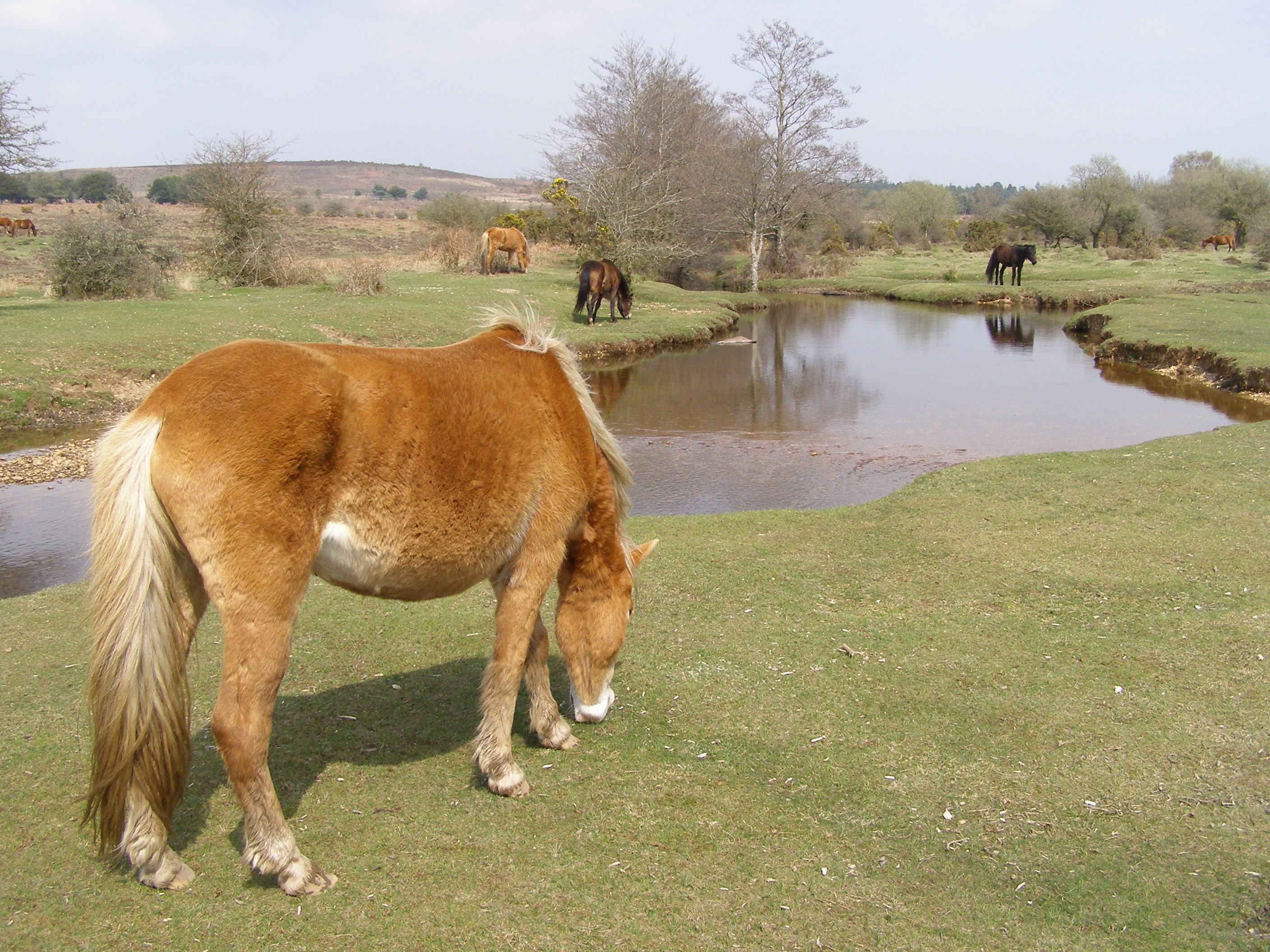
Ponis pasturant al Latchmore Brook
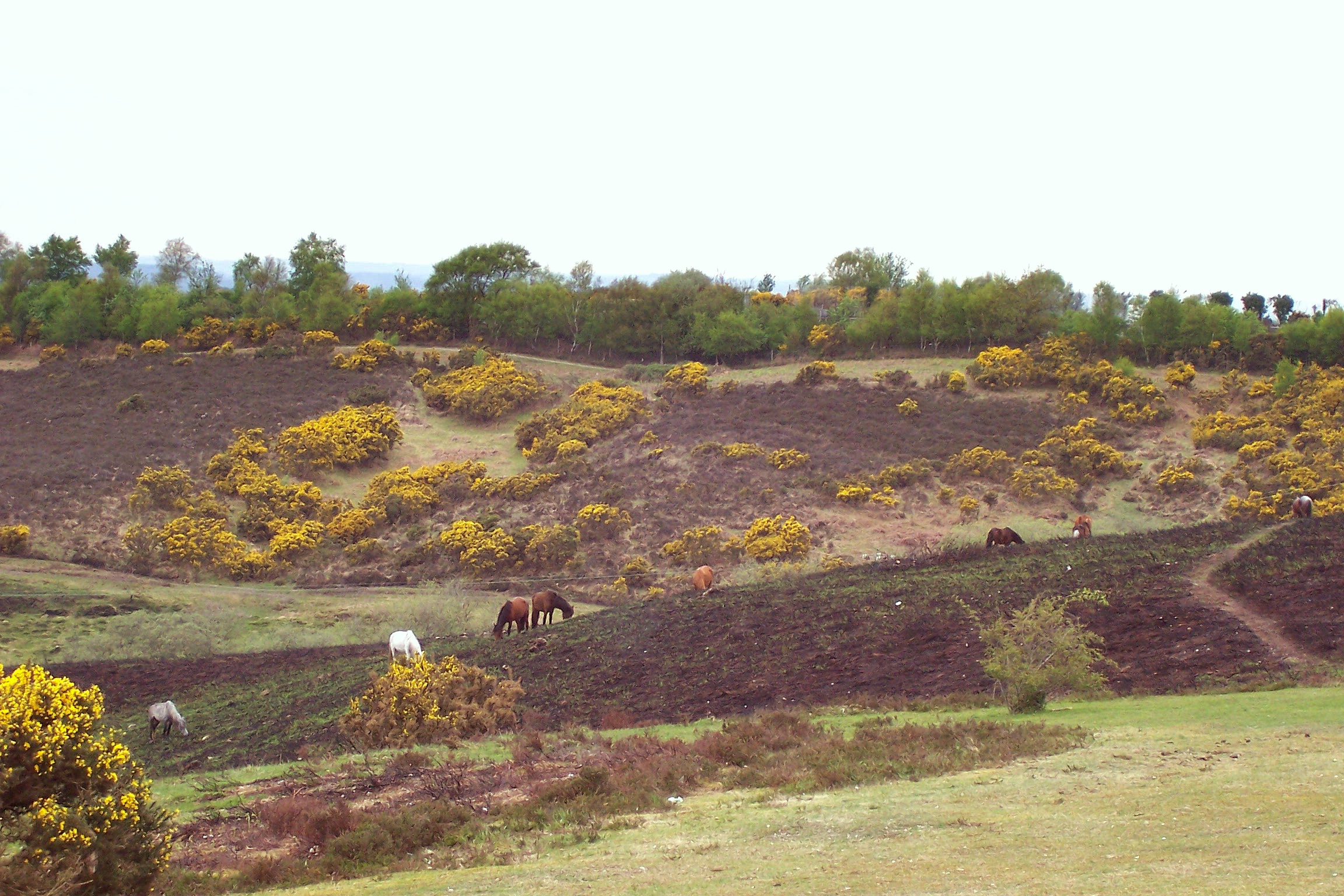
Ponies i vegetació al New Forest
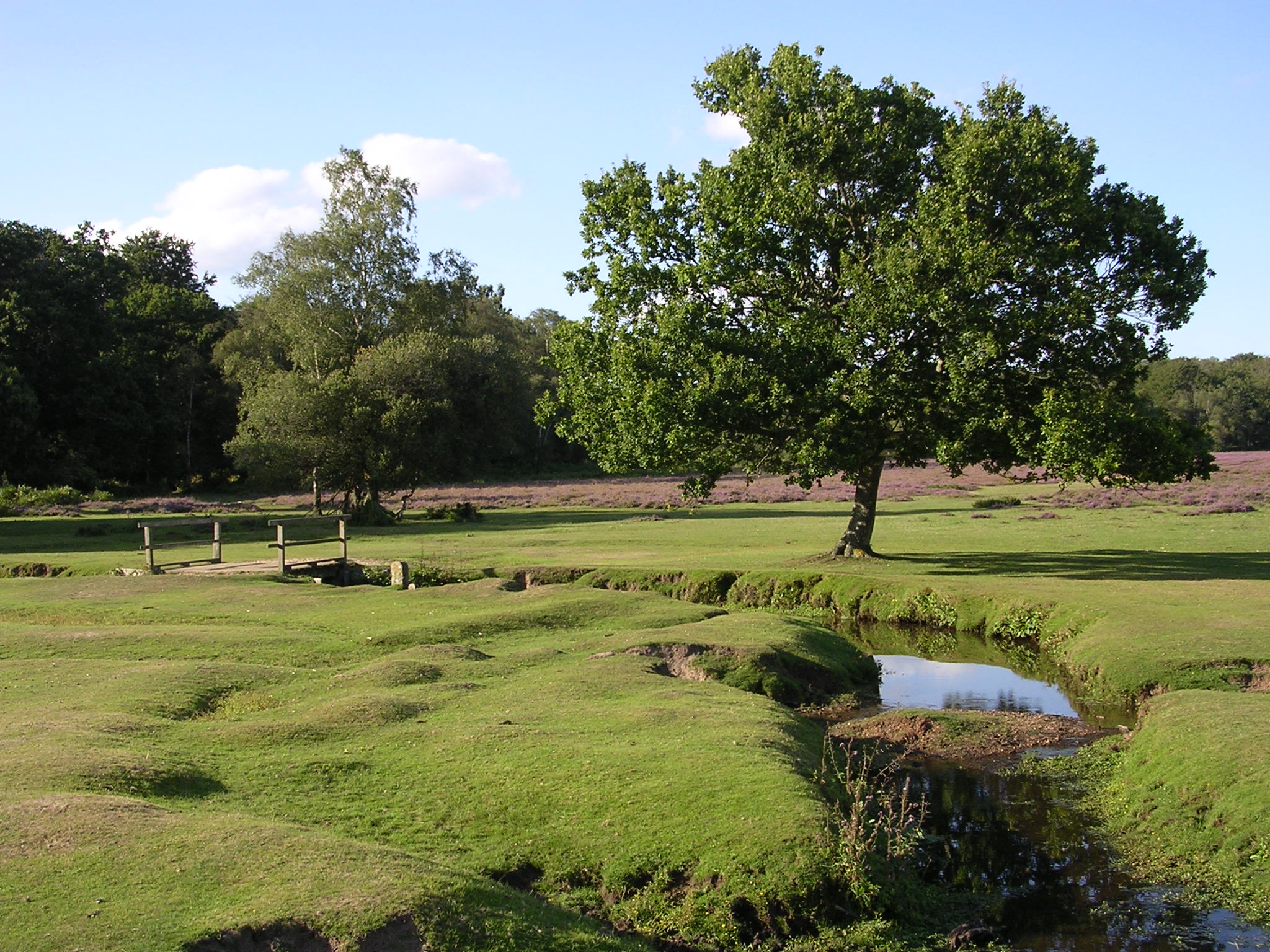
El riu Beaulieu en Longwater Lawn